# Isabel LaRosa
Isabel Sofia LaRosa (Annapolis, Maryland, 2004. szeptember 18. –) amerikai énekesnő, dalszerző és rendező. Az RCA Records kiadóval szerződött le 2021-ben, és az I’m Watching You című középlemezével debütált 2022-ben. Népszerűsége akkor kezdett emelkedni, amikor 2022-ben kiadta az I’m Yours című kislemezét, mely a TikTokon vált világhírűvé. Debütáló albuma, a Raven 2025-ben jelent meg.

## Gyerekkora
LaRosa Annapolisban született, kubai anya és amerikai apa gyermekeként. Kiskorától kezdve zene mellett nőtt fel, gyakran dzsesszklubokba járt, ahol apja szaxofonon játszott, bátyja gitározott, ő pedig énekelt. Isabel bátyjával, Thomasszal kezdett el dalokat írni, mikor még általános iskolába járt, amelyet követően pályafutása nagy részében is együtt dolgoztak, dalait általában vele írja, Thomas a producerük. Thomas önmaga is énekes, gyakran turnézik testvérével gitárosaként.

## Pályafutása
LaRosa 2021. szeptember 8-án adta ki debütáló kislemezét, a 16 Candlest. Ugyanebben az évben kiadott még két kislemezt, a Closert és a Gameboyt. 2022. január 26-án kiadta a Therapy című dalát, amelyet a következő hónapban a Haunted követett, az I’m Watching You középlemez fő kislemezeként. A számot az első videoklipje mellett adták ki, amely egy háromrészes sorozat első részeként jelent meg, együtt egy rövidfilmet alkottak. A második kislemez, a Help 2022. április 15-én jelent meg. Az EP 2022. június 24-én jelent meg egy rövidfilmmel együtt, amelyet LaRosa írt és rendezett.
2022 augusztusában egy újabb kislemezt adott diszkográfiájához, a Heartbeattel. Ezek mellett Ari Abdul Fallen Angel című debütáló középlemezén három dalt is írt. 2022. október 28-án kiadta az I’m Yours című dalt, amely áttörést jelentett számára, miután elterjedt a TikTokon. Az I’m Yours egy felgyorsított verzióval együtt jelent meg, novemberben egy videóklip követte. 2023 márciusában jelent meg második középlemeze, a You Fear the God That Loves You. 2023. szeptember 13-án LaRosa kiadta az Older című dalt. December 13-án bejelentették, hogy ő lesz Nessa Barrett Young Forever turnéjának nyitófellépője.
2024. március 29-én LaRosa kiadta Favorite című kislemezét, azt követően, hogy hónapokat töltött népszerűsítésével TikTokon. Június 7-én egy videóklip is megjelent a dalhoz. Debütáló stúdióalbuma, a Raven 2025. április 18-án jelent meg, a Favorite-en kívül méghárom kislemez előzte meg, a Home, a Cry for You és a Muse.

## Művészete
LaRosa nagy szerepet játszik pályafutása vizuális részeiben. Ő írta és rendezte meg debütáló középlemeze, az I’m Watching You klipjeit, illetve egyedül hozta világra az I’m Yours videóját. Zenéje műfaját tekintve alt-pop, dark pop és elektropop.

## Diszkográfia

### Stúdióalbumok
| Cím   | Részletek                                                                                          |
| ----- | -------------------------------------------------------------------------------------------------- |
| Raven | - Megjelent: 2025. április 18. - Kiadó: RCA, Slumbo Labs - Formátum: digitális letöltés, streaming |

### Középlemezek
| Cím                             | Kibővített lejátszási részletek                                                                   |
| ------------------------------- | ------------------------------------------------------------------------------------------------- |
| I’m Watching You                | - Megjelent: 2022. június 24. - Kiadó: RCA, Slumbo Labs - Formátum: digitális letöltés, streaming |
| You Fear the God That Loves You | - Megjelent: 2023. március 24 - Kiadó: RCA, Slumbo Labs - Formátum: Digitális letöltés, streaming |

### Kislemezek
| Cím                                       | Év   | Slágerlisták | Slágerlisták | Slágerlisták | Slágerlisták | Slágerlisták | Slágerlisták | Slágerlisták | Slágerlisták | Slágerlisták | Slágerlisták | Minősítések                  | Album                  |
| Cím                                       | Év   | US Bub.      | US Pop       | AUT          | GER          | LIT          | NZ Hot       | SWE Heat.    | SWI          | UK           | WW           | Minősítések                  | Album                  |
| ----------------------------------------- | ---- | ------------ | ------------ | ------------ | ------------ | ------------ | ------------ | ------------ | ------------ | ------------ | ------------ | ---------------------------- | ---------------------- |
| 16 Candles                                | 2021 | —            | —            | —            | —            | —            | —            | —            | —            | —            | —            |                              | Nem jelent meg albumon |
| Closer                                    | 2021 | —            | —            | —            | —            | —            | —            | —            | —            | —            | —            |                              | Nem jelent meg albumon |
| Gameboy                                   | 2021 | —            | —            | —            | —            | —            | —            | —            | —            | —            | —            |                              | Nem jelent meg albumon |
| Therapy                                   | 2022 | —            | —            | —            | —            | —            | —            | —            | —            | —            | —            |                              | Nem jelent meg albumon |
| Haunted                                   | 2022 | —            | —            | —            | —            | —            | —            | —            | —            | —            | —            |                              | I’m Watching You       |
| Help                                      | 2022 | —            | —            | —            | —            | —            | —            | —            | —            | —            | —            |                              | I’m Watching You       |
| Heaven                                    | 2022 | —            | —            | —            | —            | —            | —            | —            | —            | —            | —            |                              | I’m Watching You       |
| Heartbeat                                 | 2022 | —            | —            | —            | —            | —            | —            | —            | —            | —            | —            |                              | Nem jelent meg albumon |
| I’m Yours                                 | 2022 | 22           | —            | —            | —            | 88           | 19           | 10           | —            | 84           | 133          | - RIAA: platina - BPI: ezüst | Nem jelent meg albumon |
| Eyes Don’t Lie                            | 2023 | —            | —            | —            | —            | —            | —            | —            | —            | —            | —            |                              | Nem jelent meg albumon |
| Older                                     | 2023 | —            | —            | —            | 100          | —            | 16           | —            | —            | —            | —            |                              | Nem jelent meg albumon |
| Favorite                                  | 2024 | —            | 26           | 58           | 68           | —            | 19           | —            | 83           | —            | 120          |                              | Raven                  |
| Pretty Boy                                | 2024 | —            | —            | —            | —            | —            | —            | —            | —            | —            | —            |                              | Raven                  |
| Muse                                      | 2024 | —            | —            | —            | —            | —            | —            | —            | —            | —            | —            |                              | Raven                  |
| Home                                      | 2025 | —            | —            | —            | —            | —            | —            | —            | —            | —            | —            |                              | Raven                  |
| Cry for You                               | 2025 | —            | —            | —            | —            | —            | —            | —            | —            | —            | —            |                              | Raven                  |
| —: Nem szerepelt slágerlistán a régióban- |      |              |              |              |              |              |              |              |              |              |              |                              |                        |

## Fordítás
Ez a szócikk részben vagy egészben  az   Isabel LaRosa című angol Wikipédia-szócikk ezen változatának fordításán alapul.  Az eredeti cikk szerkesztőit annak laptörténete sorolja fel. Ez a jelzés csupán a megfogalmazás eredetét és a szerzői jogokat jelzi, nem szolgál a cikkben szereplő információk forrásmegjelöléseként.